# Quedius boopoides
Quedius boopoides är en skalbaggsart som beskrevs av Munster 1923. Quedius boopoides ingår i släktet Quedius, och familjen kortvingar. Arten är reproducerande i Sverige.